# هومبرتو دي إلينكار كاستيلو برانكو
المارشال هومبرتو دي إلينكار كاستيلو برانكو (بالبرتغالية: Humberto de Alencar Castello Branco) هو رئيس البرازيل للفترة 1964–1967. خلف رانييري مازيلي في المنصب. جاء بعده المارشال أرتور دا كوستا إي سيلفا في منصب الرئاسة.

## روابط خارجية
- هومبرتو دي إلينكار كاستيلو برانكو على موقع مونزينجر (الألمانية)